# Футбольный матч Азербайджан — Швейцария
Футбольный матч между сборными Азербайджана и Швейцарии состоялся 31 августа 1996 года. Он проводился в рамках отборочного тура чемпионата мира 1998 года на Республиканском стадионе имени Тофика Бахрамова в Баку. Команды Азербайджана и Швейцарии, игравшие в группе 3 отборочного цикла, боролись за одну из путёвок на первенство мира.
Встреча закончилась сенсационной победой Азербайджана под руководством тренера Казбека Туаева со счётом 1:0. Эта была первая официальная победа сборной Азербайджана по футболу. Матч стал единственным в отборочном турнире, который сборная Азербайджана не проиграла.

## Предматчевый расклад
Встреча команд Азербайджана и Швейцарии должна была стать вторым матчем группы 3. До этого сборная Азербайджана проиграла сборной Норвегии на выезде с разгромным счётом 0:5 и считалась аутсайдером группы. Сборная же Швейцарии в июне принимала участие на чемпионате Европы 1996 года и должна была провести свой первый матч под руководством нового тренера Рольфа Фрингера. Швейцария была явным фаворитом в этой игре.

## Матч

### Детали матча
| Азербайджан      | 1:0   | Швейцария |
| ---------------- | ----- | --------- |
| Видади Рзаев 26′ | отчёт |           |

| Азербайджан | Швейцария |

| АЗЕРБАЙДЖАН:    |    |                      |     |     |
|                 |    |                      |     |     |
| ВР              | 1  | Александр Жидков     |     |     |
| ЗЩ              | 2  | Ариф Асадов          |     |     |
| ЗЩ              | 3  | Дени Гайсумов        | 38' |     |
| ЗЩ              | 4  | Тарлан Ахмедов       |     |     |
| ПЗ              | 5  | Вячеслав Лычкин      |     | 89' |
| ПЗ              | 6  | Расим Абушев         |     |     |
| ЗЩ              | 7  | Эмин Агаев           | 39' | 86' |
| ПЗ              | 8  | Видади Рзаев 26′     | 35' | 69' |
| ПЗ              | 9  | Руслан Идигов        |     |     |
| НП              | 10 | Назим Сулейманов (к) |     |     |
| НП              | 15 | Юнис Гусейнов        |     |     |
| Замены:         |    |                      |     |     |
| НП              | 11 | Гурбан Гурбанов      |     | 69' |
| ЗЩ              | 12 | Владислав Носенко    |     |     |
| ЗЩ              | 13 | Игорь Гетман         |     | 86' |
| НП              | 14 | Самир Алекперов      |     | 89' |
| ПЗ              | 16 | Низами Садыхов       |     |     |
| ПЗ              | 17 | Руфат Гулиев         |     |     |
| Главный тренер: |    |                      |     |     |
| Казбек Туаев    |    |                      |     |     |

| ШВЕЙЦАРИЯ:      |    |                       |     |     |
|                 |    |                       |     |     |
| ВР              | 1  | Марко Пасколо         |     |     |
| ЗЩ              | 2  | Марк Хоттигер (к)     |     |     |
| ЗЩ              | 3  | Иван Кентен           | 68' |     |
| ЗЩ              | 4  | Стефан Аншо           | 69' |     |
| ЗЩ              | 5  | Рамон Вега            |     |     |
| ЗЩ              | 6  | Мурат Якин 60' (пен.) |     |     |
| ПЗ              | 7  | Александр Комизетти   |     | 81' |
| ЗЩ              | 8  | Кристоф Орель         |     | 75' |
| НП              | 9  | Адриан Кнуп           |     | 67' |
| ПЗ              | 10 | Чириако Сфорца        |     |     |
| НП              | 11 | Кубилай Тюркильмаз    |     |     |
| Замены:         |    |                       |     |     |
| ВР              | 12 | Паскаль Цубербюлер    |     |     |
| ПЗ              | 13 | Рафаэль Вики          |     |     |
| ПЗ              | 14 | Патрик Сильвестре     |     |     |
| ПЗ              | 15 | Себастьян Фурнье      |     |     |
| НП              | 16 | Кристоф Бонвин        |     | 81' |
| НП              | 17 | Стефан Шапюиза        |     | 67' |
| ПЗ              | 18 | Давид Сеса            |     | 75' |
| Главный тренер: |    |                       |     |     |
| Рольф Фрингер   |    |                       |     |     |

| Помощники судьи: Яцек Поцингил Кшиштоф Слупик Резервный судья: Марек Ковальчук | Регламент матча - 90 минут основного времени. - Максимум три замены. |

### Нереализованный пенальти

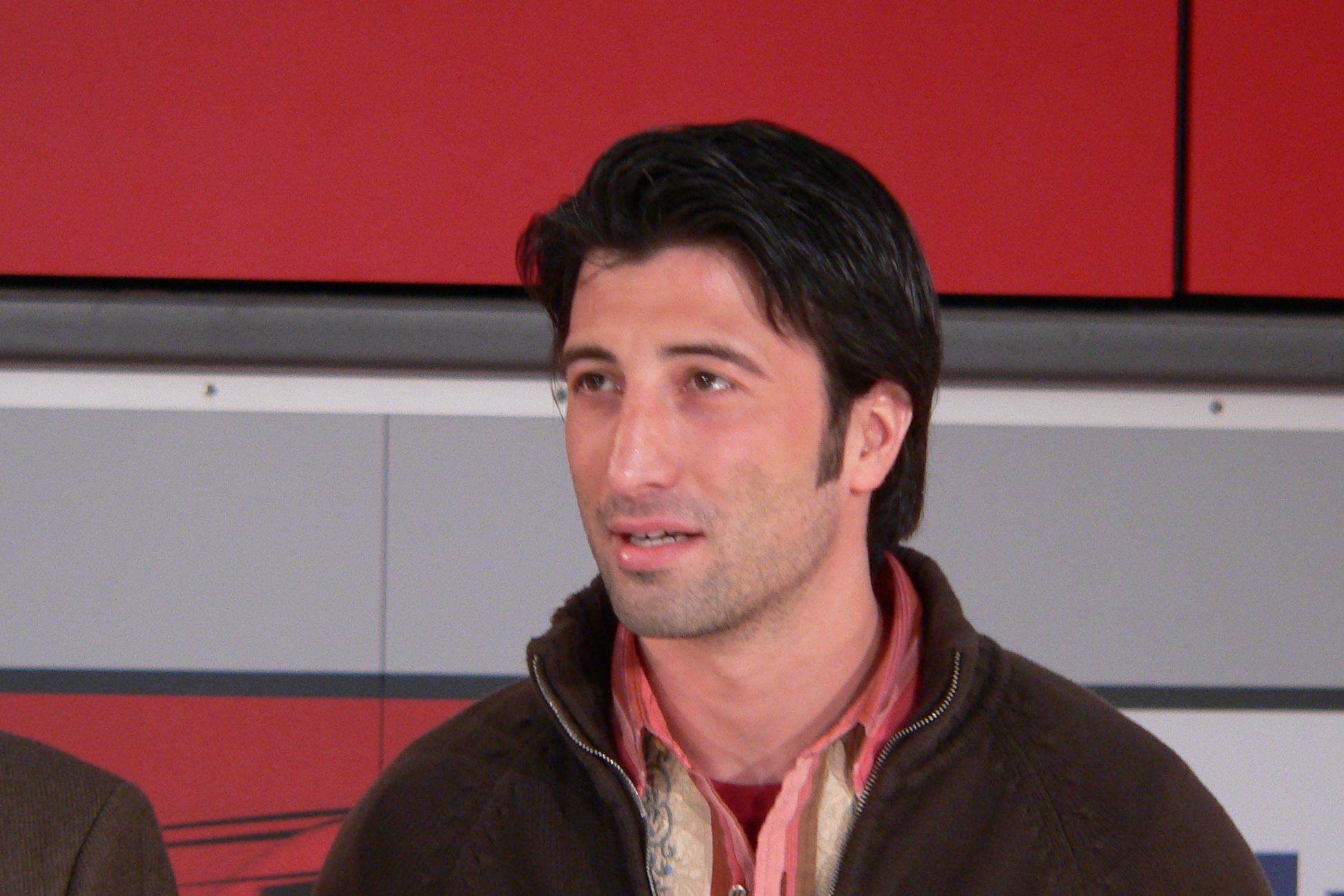
Мурат Якин — автор незабитого пенальти

На 60-й минуте матча в ворота Азербайджана был назначен сомнительный одиннадцатиметровый удар. Мурат Якин промахнулся, и счёт матча остался неизменным. Впоследствии игрок сборной Азербайджана Юнис Гусейнов вспоминал, что, когда был назначен этот одиннадцатиметровый, он «чувствовал, что мяч не попадёт в ворота». Видади Рзаев заявил, что «после этого пенальти мы чувствовали, что выиграем эту игру». Сразу после промаха Якина комментатор Фикрет Адыгёзалли, назвавший назначенный пенальти «несправедливым», сказал: «Справедливость восторжествовала. Этот одиннадцатиметровый удар не должен был закончиться голом».
Сам Мурат Якин, не забивший тот исторический пенальти, через 15 лет вспоминал:
Сразу после того, как в бакинском матче был назначен пенальти, все наши игроки отошли от мяча. Никто из них не решался нанести удар. Увидев, что мои товарищи по команде не хотят брать на себя ответственность, я сам подошёл к мячу. Я всё сделал правильно. Я отправил мяч в левый угол ворот, а вратарь сборной Азербайджана беспомощно лежал в противоположном углу. Я обманул его, вынудив прыгнуть вправо. Но, к сожалению, мяч прошёл рядом со штангой. Но я могу гордиться тем, что не ударил прямо во вратаря. Я вообще никогда на протяжении своей карьеры не целился во вратаря, пробивая пенальти. Во всяком случае, пробить мимо ворот лучше, чем нанести удар в голкипера.
В 2011 году тренер «Туна» Мурат Якин и тренер «Люцерна» Рольф Фрингер, смеясь, вспоминали бакинскую драму с пенальти.

### Присутствие Гейдара Алиева
Примерно на 20-й минуте матча посмотреть игру пришёл президент Азербайджана Гейдар Алиев. Смотрел он игру 30-32 минуты. Юнис Гусейнов вспоминал, что «на стадионе сказали, что на этом матче присутствует Гейдар Алиев… мы должны выиграть эту игру несмотря ни на что». А тренер сборной Азербайджана Казбек Туаев, назвал прибытие Гейдара Алиева «удачным», так как после того как он появился, через 6 минут сборная забила гол.

## После игры

### Рейтинг ФИФА
Победа азербайджанской команды повлияла и на положение в рейтинге ФИФА. Учитывая все факторы (важность матча, рейтинг игравших команд и итоговый счёт), Азербайджану было присуждено 12 очков за победу над Швейцарией, и сборная поднялась со 133-го места на 121-е. В то же время Швейцарии опустилась на 35-е место, хотя по последнему рейтингу ФИФА занимала 31-ю строчку.

### Реакция в Азербайджане
Главный тренер сборной Азербайджана Казбек Туаев в своём интервью передаче «Наш футбол» заявил:
Мы были одной командой и у нас была только одна цель — победить. После первых пяти минут я был уверен, что мы не проиграем. Выиграем мы или сыграем в ничью, я сказать не мог, но после первых пяти минут я был уверен, что мы не проиграем… Те моменты, которые мы создавали, они не могли создать, потому что в этот день мы были быстрее и сильнее.
Комментируя же, победный результат Туаев сказал, что «всё это было в одном целом и это целое проявилось в одной игре».
Автор единственного забитого мяча Видади Рзаев вспоминал:
Назим Сулейманов, Юнис Гусейнов и я, мы втроём. Перехватили на контратаке и после прекрасного паса Юниса Гусейнова получился этот гол.
Автор продуктивного паса Юнис Гусейнов отмечал, что благодаря тому, что это была первая игра в Азербайджане и что команда вела в счёте, «ребята играли в полную силу» чтобы сохранить этот счёт.
Комментировавший матч Фикрет Адыгёзалли в своём интервью сказал, что во время игры сильно волновался за сборную Азербайджана и даже сказал в прямом эфире: «Будет ли конец нашим мучениям?» По его словам, он так переживал, что после этой игры два месяца лечился от боли в сердце.

### Реакция в Швейцарии
Как писала швейцарская газета «Tages Anzeiger», «31 августа 1996 все ожидали чистую победу Швейцарии. Но всё оказалось совсем по-другому. Игра в Баку стала абсолютным фиаско для Швейцарии. Это стало началом конца для Фрингера как тренера национальной сборной. А нереализованный пенальти изменил жизнь Фрингера. Он должен был вскоре покинуть свой пост.»
В 2008 году в рамках отборочного матча чемпионата мира 2010 со сборной Люксембурга в Цюрихе сборная Швейцарии проиграла со счётом 1:2. После этого швейцарская газета «Neue Zürcher Zeitung» писала, что это поражение «напоминает 0:1, случившееся 12 лет назад против Азербайджана в Баку». Газета отмечала, что поражение в Баку было как «прилипшее проклятие, которое никогда не отпустит», и что «с тех пор, это был наихудший результат в новейшей истории швейцарского футбола».
В 2009 году перед встречей в Баку (на том же самом стадионе) одноимённого футбольного клуба со швейцарским «Базелем» в раунде плей-офф Лиги Европы, швейцарская газета «Tages Anzeiger» писала:
Слово «Баку» цепляет швейцарских футбольных болельщиков. В столице Азербайджана национальная сборная пережила одно из своих крупнейших постыдных моментов. Это было 31 августа 1996 года, когда в стране у Каспийского моря началась квалификация чемпионата мира во Франции, Рольф Фрингер дебютировал в качестве тренера национальной сборной, Мурат Якин бил пенальти и, наконец, Швейцария потерпела унизительное поражение 0:1 от команды, занимавшей 133-ую строчку в рейтинге ФИФА.
Оригинальный текст (нем.)
Beim Stichwort "Baku" zucken Schweizer Fussballfans zusammen. In Aserbaidschans Hauptstadt hat die Nationalmannschaft eine ihrer grössten Blamagen erlebt. Es war am 31. August 1996, als die Landesauswahl am Kaspischen Meer die Qualifikation für die WM in Frankreich eröffnete, Rolf Fringer sein Debüt als Nati-Trainer gab, Murat Yakin einen Penalty verschoss und die Schweiz schliesslich gegen den 133. der FIFA-Weltrangliste eine schmachvolle 0:1-Niederlage kassierte.